# Francesco Giuseppe Tozzoni
Francesco Giuseppe Tozzoni (Imola, 1859 – Imola, 1929) è stato un nobile e ammiraglio italiano.

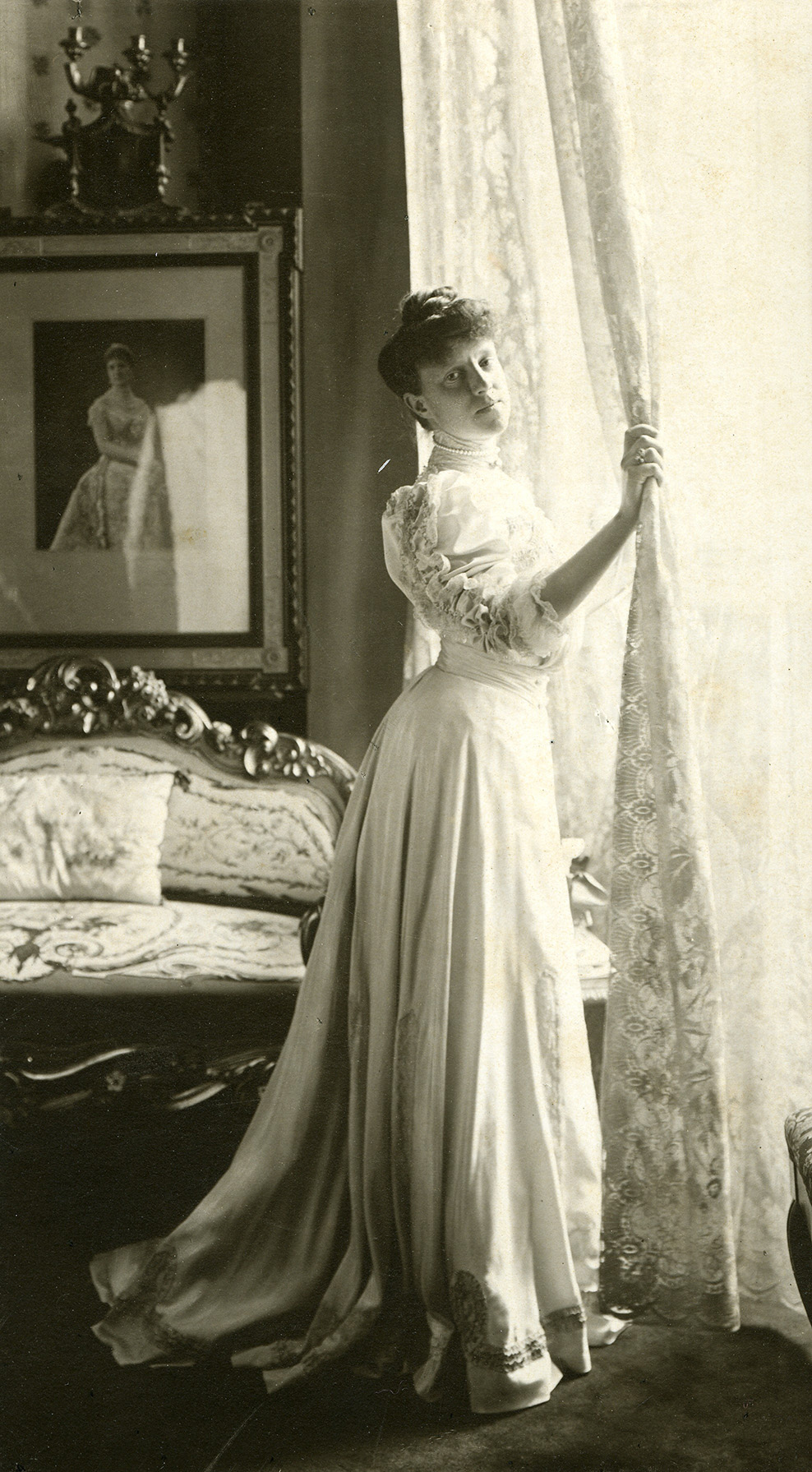
Vittoria Torrigiani fotografata da Mario Nunes Vais.

Primogenito di Francesco Tozzoni e di Sofia Serristori, fratello di Umberto Serristori Tozzoni, nacque a Imola dove compì la sua primissima formazione per poi recarsi, adolescente, al collegio Ansaldi di Genova dove venne preparato alla carriera in marina. Alla morte del padre Francesco, nel 1910, ereditò il palazzo di famiglia ma alla vita di proprietario terriero preferì la carriera avventurosa per mare. Tra 1882 e 1885 fu imbarcato come guardiamarina sulla pirocorvetta Vettor Pisani compiendo la circumnavigazione del globo. L'occasione fu quella di compiere osservazioni naturalistiche ed esplorazioni geografiche. Un'isola sulla costa sud del Cile, porta il nome di Isla Tozzoni in suo onore. Francesco Giuseppe Tozzoni, appassionato di fotografia, raccolse nel corso del viaggio le immagini delle principali città toccate dalla Vettor Pisani, realizzando un album di viaggio inedito, ora conservato presso Imola Musei. Al suo rientro si sposò con la marchesa fiorentina Vittoria Torrigiani, figlia del sindaco di Firenze, insieme alla quale intrattenne rapporti frequenti con la corte Savoia, fino a ricoprire l'incarico di maestro di cerimonie della Real Casa.